# 瑞牆 (小惑星)
瑞牆（みずがき、11159 Mizugaki）は小惑星帯に位置する小惑星である。群馬県大泉町のアマチュア天文家小林隆男が発見した。
山梨県北杜市にある標高 2,230 mの瑞牆山に因んで命名された。